# Sant Tomàs d'Albareda
Sant Tomàs d'Albareda és una edificació religiosa que forma part de la Masia d'Albareda de Navès (Solsonès).

## Descripció
Sant Tomàs d'Albareda és una petita capella d'estil neoclàssic rural, teulada a dues vessants i orientada nord - sud. Porta a la cara sud, rectangular i amb llinda de pedra, amb una petita finestra al damunt. Petit campanar d'espadanya. El parament és de carreus tallats en fileres i a la part inferior, un podi de mig metre aproximadament, en les cares est i oest. És d'una sola nau i sense absis, i l'interior amb sòl de pedra i arrebossat.

### Notícies històriques
L'església d'Albareda es troba al costat de la masia d'Albareda, i està dedicada a Sant Tomàs. És de tipus neoclàssic rural. En documents del segle xi, se cita la capella de Santa Fe d'Albarada, de la qual no es conserva cap indici local.